# Tistrup
Tistrup is een plaats in de Deense regio Zuid-Denemarken, gemeente Varde. De plaats telt 1423 inwoners (2008). Het dorp ligt aan de spoorlijn Esbjerg - Struer. Het stationsgebouw is verdwenen.